# Miguel Vidaurreta
Miguel Vidaurreta García (n. Igúzquiza, Navarra, España; 29 de septiembre de 1929) fue un ciclista español, compitió entre los años 1949 y 1958, durante los que consiguió 4 victorias.
Dos de sus hermanos también fueron ciclistas profesionales Hortensio Vidaurreta, el cual logró un total de 47 victorias, y Félix Vidaurreta, con 20 victorias.

## Palmarés
1954
- G.P. Zumárraga
- Campeonato Vasco-Navarro de Montaña (hoy G.P. Miguel Induráin)

1955
- Alsasua

1956
- Zumárraga (Circuito Urbano)

## Resultados en Grandes Vueltas y Campeonato del Mundo
Durante su carrera deportiva ha conseguido los siguientes puestos en las Grandes Vueltas y en los Campeonatos del Mundo en carretera:
| Carrera         | 1949 | 1950 | 1951 | 1952 | 1953 | 1954 | 1955 | 1956 | 1957 | 1958 |
| --------------- | ---- | ---- | ---- | ---- | ---- | ---- | ---- | ---- | ---- | ---- |
| Giro de Italia  | -    | -    | -    | -    | -    | -    | -    | -    | -    | -    |
| Tour de Francia | -    | -    | -    | -    | -    | -    | -    | -    | -    | -    |
| Vuelta a España | X    | -    | X    | X    | X    | X    | 52.º | 40.º | -    | Ab.  |
| Mundial en Ruta | -    | -    | -    | -    | -    | -    | -    | -    | -    | -    |

-: No participa

Ab.: Abandono

X: Ediciones no celebradas

## Equipos
- Independiente (1949-1955)
- Boxing Club (1956)
- Real Unión Palmera (1957)
- Beasáin Caobania (1958)